# Кузьминки (муниципальный округ Егорьевск)
Кузьми́нки — деревня в муниципальном округе Егорьевск Московской области России.

## География
Деревня Кузьминки расположена в северо-западной части муниципального округа Егорьевск, примерно в 14 километрах к югу от города Егорьевск. В 1 км к западу от деревни протекает река Щелинка. Высота над уровнем моря 159 метров.

## Название
В письменных источниках деревня упоминается как пустошь Кузминская Малая (1577 год), позднее деревня Кузмина (кон. XVIII века), Кузминка (1862 год). Позже за деревней закрепилось название Кузьминки.
Название связано с календарным личным именем Кузьма.

## История
До отмены крепостного права деревня принадлежала помещику Колемину. После 1861 года деревня вошла в состав Троицкой волости Егорьевского уезда. Приход находился в селе Троицы.
В 1926 году деревня входила в Сазоновский сельсовет Колычёвской волости Егорьевского уезда.
До 1994 года Кузьминки входили в состав Колычевского сельсовета Егорьевского района, а в 1994—2006 годах — Колычевского сельского округа.
Входит в состав городского поселения Егорьевск.

## Демография
В 1885 году в деревне проживало 106 человек, в 1905 году — 149 человек (76 мужчин, 73 женщины), в 1926 году — 91 человек (38 мужчин, 53 женщины). По переписи 2002 года — 15 человек (6 мужчин, 9 женщин). Население — 20 человек (2010).
| 1859 | 1868 | 1885 | 1905 | 1926 | 2002 | 2006 |
| ---- | ---- | ---- | ---- | ---- | ---- | ---- |
| 148  | ↘141 | ↘106 | ↗149 | ↘91  | ↘15  | ↘13  |
| 2010 |      |      |      |      |      |      |
| ↗20  |      |      |      |      |      |      |